# Kadaň-Prunéřov (nádraží)
Kadaň-Prunéřov (do roku 2006 Kadaň) je železniční stanice na území obce Prunéřov, místní části města Kadaně v okrese Chomutov v Ústeckém kraji. Leží na dvoukolejné elektrizované trati 140 (ve stanici 3 kV DC). Nádražní budova není v současné době přístupná.[kdy?]

## Historie
Nádraží bylo postaveno roku 1870. O rok později společnost Buštěhradská dráha otevřela trať Karlovy Vary – (Kadaň) Prunéřov – Březno a dva roky nato dvanáctikilometrový úsek Prunéřov–Chomutov. Kvůli důlní činnosti, prováděné Doly Nástup Tušimice musel být přeložen potok, silnice, později i železnice.

## Název

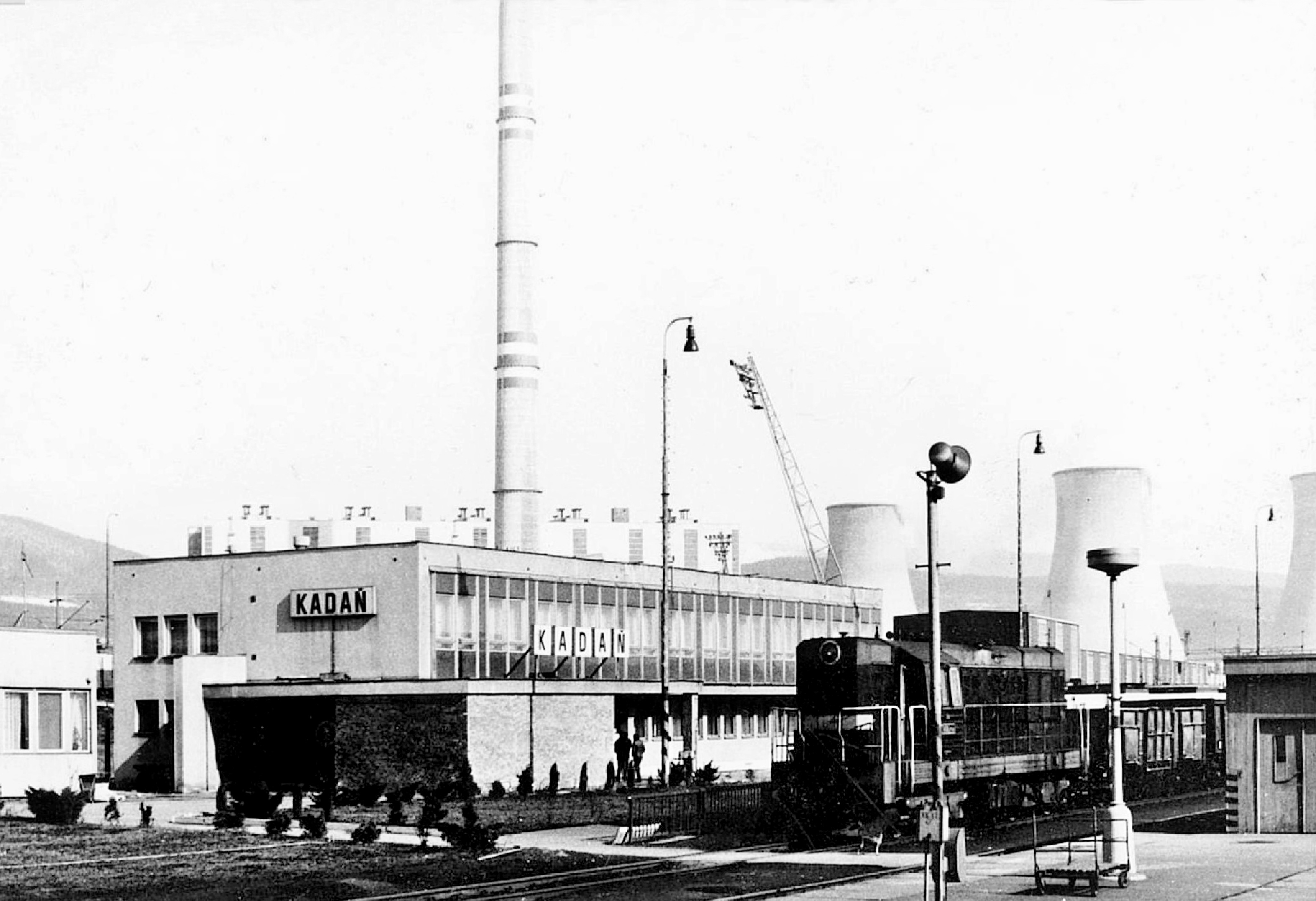
Železniční stanice Kadaň v 80. letech 20. století. V pozadí je elektrárna Prunéřov II.

V době, kdy se stanice jmenovala Kadaň, docházelo k tomu, že si lidé zakoupili jízdenku pouze do této stanice a až na místě zjistili, že stojí v pustině u elektrárny a široko daleko nic jiného není.
V případě, že cestující zaváhali a nestihli přestoupit do vlaku do stanice Kadaň město, museli se do čtyři kilometry vzdáleného do centra dopravit pěšky. Pokud do vlaku nastoupit stihli, museli uhradit jízdné s přirážkou.
Dne 10. 12. 2006 byla původní stanice Kadaň, umístěná u prunéřovské elektrárny, přejmenována na Kadaň-Prunéřov, a původní stanice Kadaň město, umístěná v Kadani těsně u autobusového nádraží a kousek od centra, přejmenována na Kadaň.

## Umístění
Nádraží je umístěno v obci Prunéřov, od centra je vzdáleno několik kilometrů. Většina cestujících zde přestupuje na vlak, který spojuje tuto stanici a stanici Kadaň. Ve stanici je devět dopravních kolejí, z čehož dvě jsou součástí vlečky ČEZ – Elektrárny Prunéřov.

## Galerie

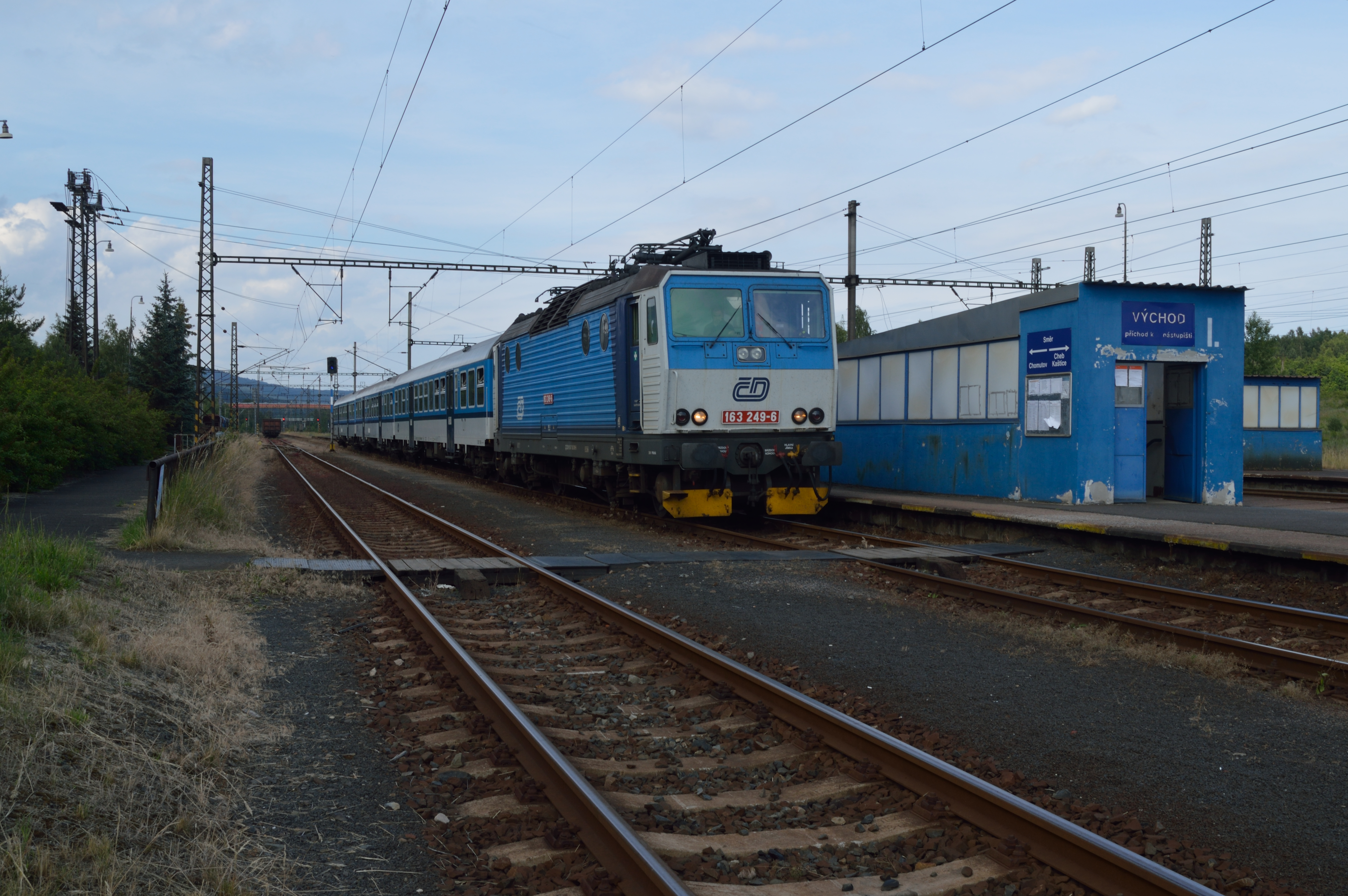
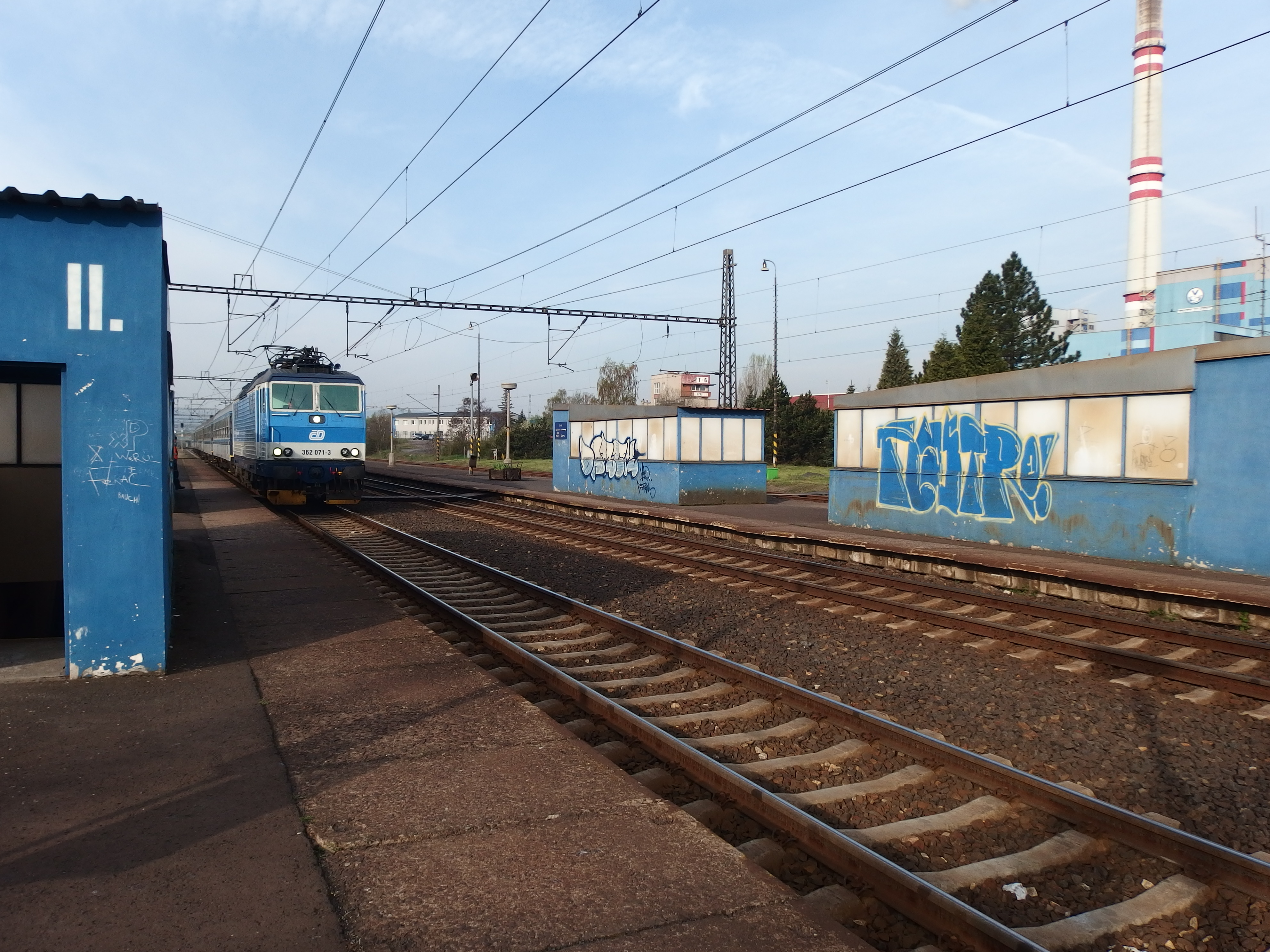
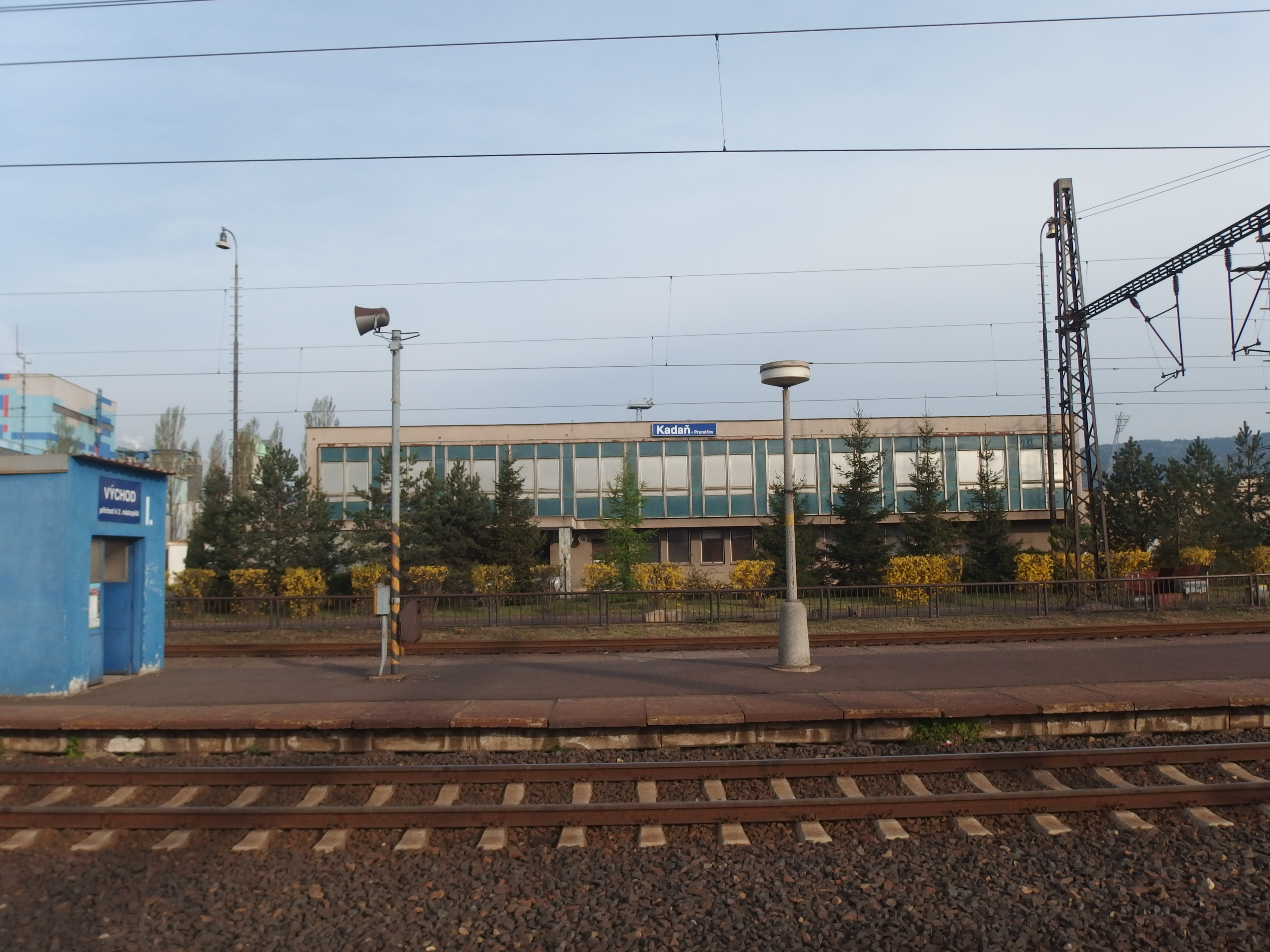
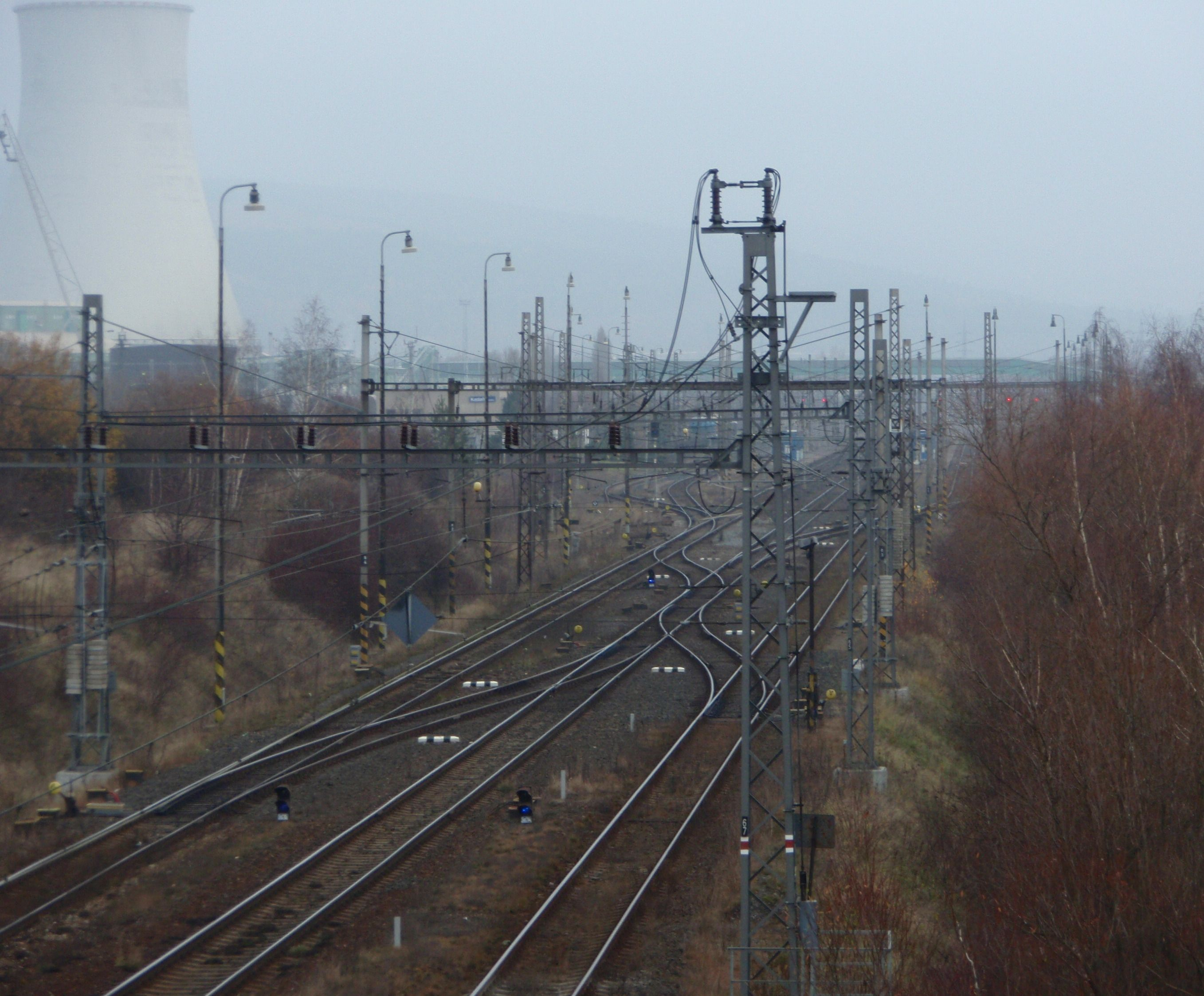